# Климова (гора)
Климова — гірська вершина гірського масиву Красна в Українських Карпатах. З північних схилів гори починається струмок Климовець. Висота гори 1492 метри над рівнем моря. Розташована гора в Закарпатській області України, за 6 км на захід від села Усть-Чорна Тячівського району. 
Гора має стрімкий південний схил. Вершина є полониною, яка нижче висоти 1200 метрів переходить у букові ліси.

## Географія

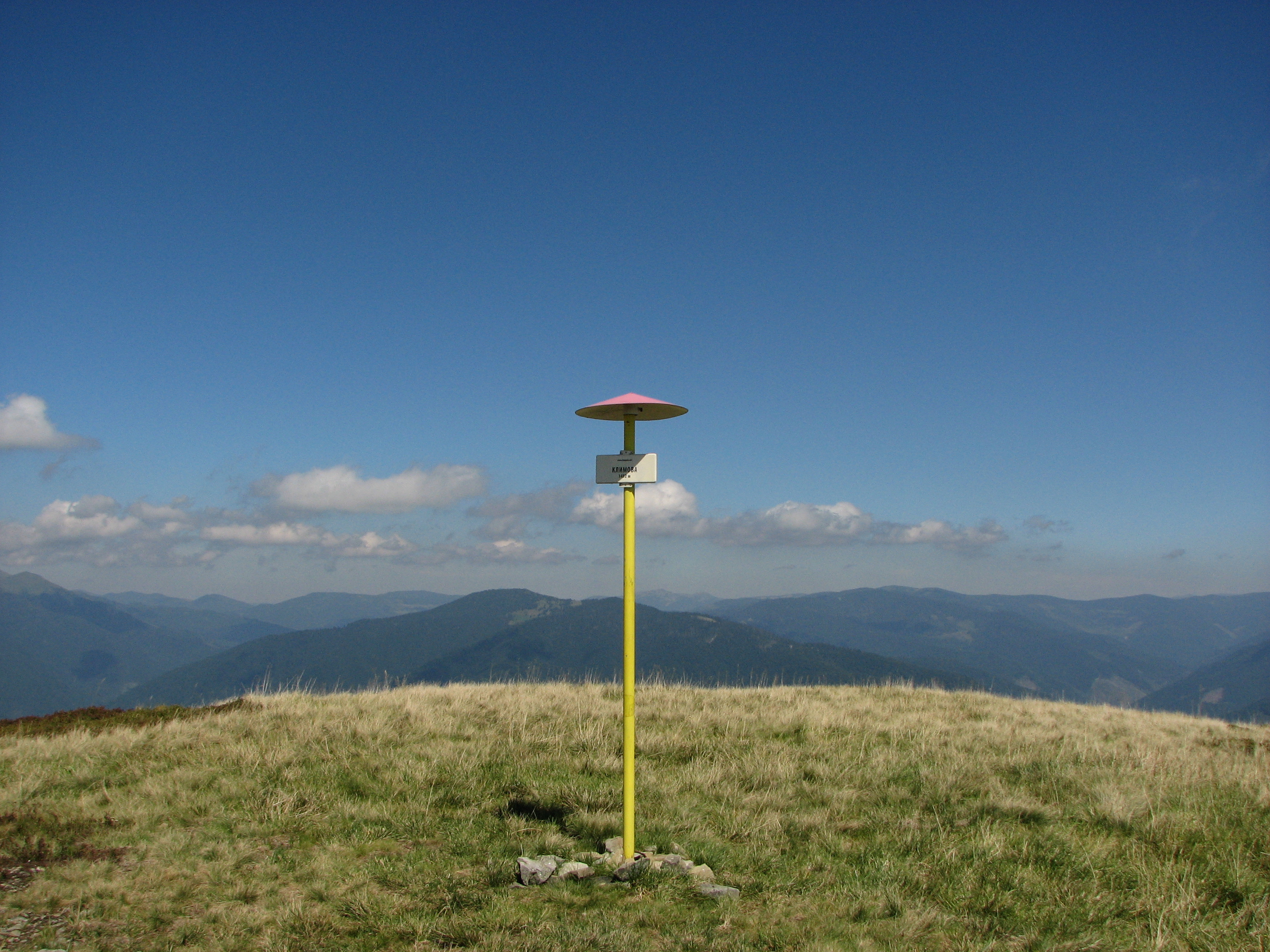
Позначка на вершині гори

Висота гори 1492 м над рівнем моря. Відносно села Усть-Чорна гора має відносну висоту 966 м. 
Гора Климова розташована у східній частині Полонинського хребта — його східного хребта Красна. Вершина розташована посередині хребта, який тягнеться з північного заходу на південний схід і обмежений із заходу долиною річки Теребля, а на сході долиною річки Мокрянки, притоки Тересви, поруч з селом Красна.

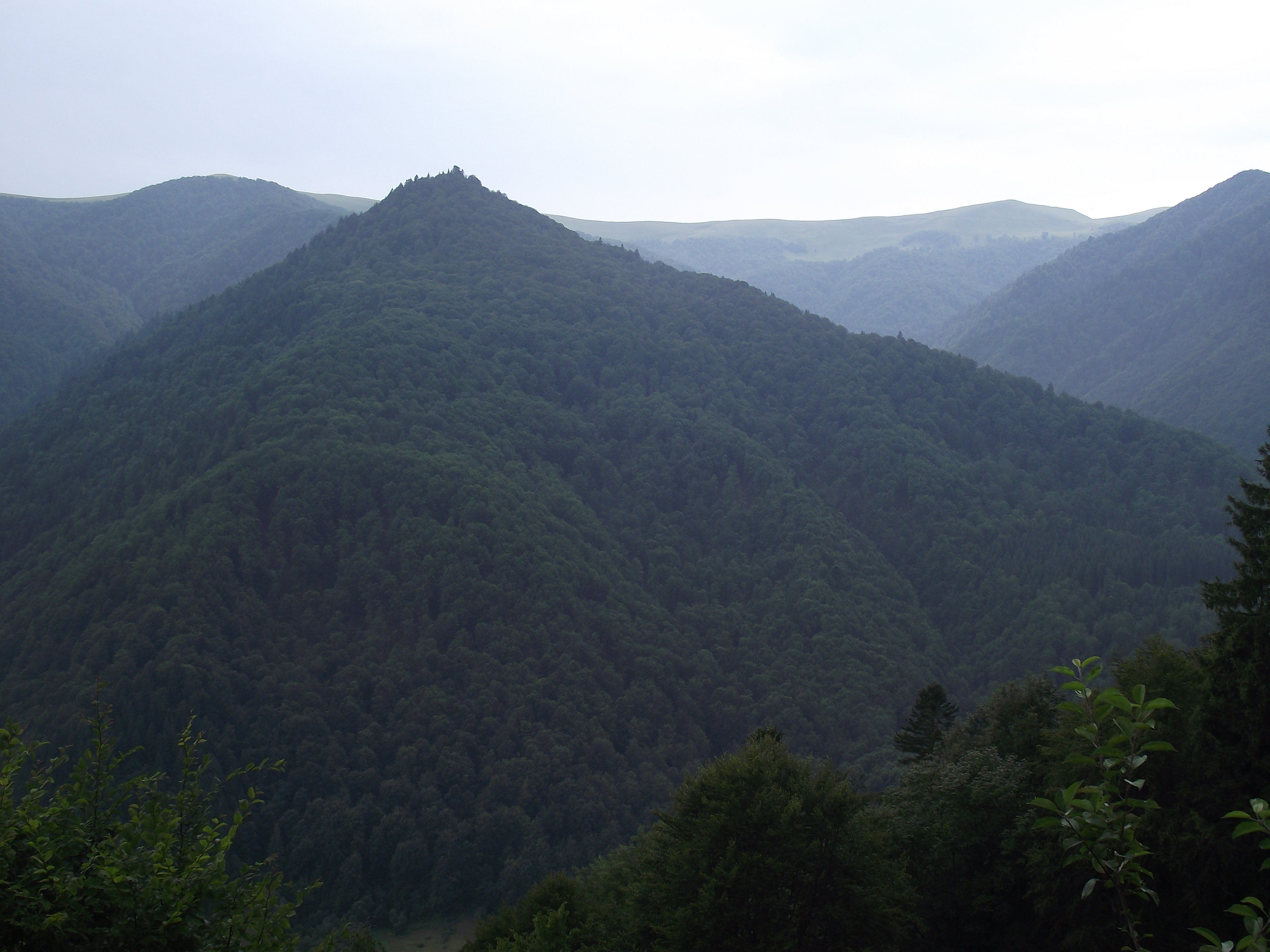
Вид на хребет Красний з с. Усть-Чорна (останній безлісий хребет - гора Климова)

Гора має стрімкий південний схил. Геологічна будова гори — піщаний груборитмічний фліш верхньої крейди та еоцену.
На північних схилах вершини беруть свій початок потоки Климовець і Скороховий струмок які безпосередньо впадають у річку Мокрянку в районі села Руська Мокра. На південь з гори стікає річка Чортованя, яка впадає в річку Красний.
За фізико-географічним районуванням України гора розташована в Боржавсько-Краснянському районі Полонинсько-Чорногірській області Карпат. За класифікацією ландшафтів гора розташована у середньогір'ї з бурими гірсько-лісовими ґрунтами субучинах та бучинах, а верхівка гори розташована у ландшафті субальпійського випукловершинного середньогір'я з бурими гірськими ґрунтами, криволіссям та полонинами. Гора Климова покрита луками, а нижче висоти 1200 метрів буковими лісами та жерепом.

## Клімат
Гора розташована у Північній атлантико-континентальній області помірного кліматичного поясу гірсько-карпатського району. Клімат району прохолодний і вологий. Переважають вітри західних і південно-західних напрямків. Середньомісячна температура січня становить −4,5° С, липня +15,2° С, середньорічна +7,3° С. Середньорічна кількість опадів становить 800—1000 мм, добовий максимум опадів не піднімався вище 150 мм, сніговий покрив в середньому за рік може триматися до 80 днів.

## Туризм
На захід від гори розташовано Угольсько-Широколужанський заповідний масив (частина Карпатського біосферний заповідника). 
На вершину можна потрапити, рухаючись Закарпатським туристичним шляхом, з села Усть-Чорна. Також від села Руська Мокра під’їзною стежкою з жовтим маркуванням, потім немаркованим маршрутом можна дістатися до вершини.